# Los Fayos
Los Fayos – gmina w Hiszpanii, w prowincji Saragossa, w Aragonii, o powierzchni 3,88 km². W 2011 roku gmina liczyła 152 mieszkańców.